# Корсільєзе
Корсільєзе (фр. Corsiglièse корс. Corsiglièse) — річка Корсики (Франція). Довжина 24,3 км, витік знаходиться на висоті 970  метрів над рівнем моря витікаючи з Кампідондіко (Campidondico) (970). Впадає в річку Тавіняно на висоті 255 метрів над рівнем моря.
Протікає через комуни: Сант'Андреа-ді-Боцьйо, П'єдікорте-ді-Гаджо, Ампріані, Цалана, Цуані, Антізанті, П'єтрасерена, Таллоне, Панкерачча, Джункаджо і тече територією департаменту Верхня Корсика та його кантонами: Бустаніко (Bustanico), Веццані (Vezzani), Мота-Верде (Moïta-Verde)